# José Cancela
José Cancela, vollständiger Name José Carlos Cancela Duran, (* 25. Juni 1976 in Santa Lucia), genannt Pepe, ist ein uruguayischer ehemaliger Fußballspieler.

## Karriere
Der 1,75 Meter große Mittelfeldspieler Cancela spielte in den Jahren 1995 bis 2000 bei Peñarol in Montevideo. In den Jahren 1995, 1996, 1997 und 1999 gewannen die Aurinegros dabei den Landesmeistertitel. 16 Spiele und ein erzielter Treffer sind sodann in den Jahren 2000 und 2001 für Cancela in der Primera División Mexikos belegt. Arbeitgeber war zu jener Zeit Puebla FC. 2001 bis 2002 wird er sodann im Erstligakader des CD Cruz Azul geführt. Dort stehen für ihn in der Sommerrunde 2002 19 Einsätze und neun Tore in der Primera División zu Buche. Im Winterhalbjahr (Invierno 2002) bestritt er zehn Spiele für Gavilanes. Es folgte eine Zwischenstation in Costa Rica bei Deportivo Saprissa im Jahr 2003. Im selben Jahr wechselte er in die USA zu New England Revolution. 83 Spiele und sechs Tore werden für ihn dort bis einschließlich 2006 geführt. Im Spieljahr 2007 schloss er sich den Colorado Rapids an und bestritt dort elf Partien (ein Tor) in der MLS. Es folgte eine Station 2008 in seiner Heimat bei Fénix. Sodann kehrte er zurück nach Costa Rica und spielte ab der Apertura 2008 für Liberia. In drei Halbserien beim Klub kann er 27 Spiele (ein Tor) vorweisen. Ebenfalls seit der Apertura 2009 bis in die Apertura 2011 wird sodann Herediano als Cancelas Arbeitgeber geführt. Dort absolvierte er in den Spielzeiten 2009/10 bis 2011/12 110 Ligaspiele und erzielte 30 Treffer (Saison 2009/10: 25 Spiele/4 Tore; 2010/11: 39/11; 2011/12: 46/15). Auch sechs Partien der Liga Campeones (zwei Tore) stehen dort für ihn zu Buche. Seit 2012 war Cancela abermals für Deportivo Saprissa aktiv. Bei Saprissa wurde er 2012/13 38-mal in der Primera División eingesetzt und schoss acht Tore. Im Mai 2013 kündigte er jedoch an, dieses Engagement in der nächsten Spielzeit nicht weiter fortzusetzen. Ende Mai 2013 wurde über seine Rückkehr zu Herediano berichtet, wo er einen Einjahresvertrag unterschrieb. Seit seiner Rückkehr kam er dort zu 33 Ligaeinsätzen in der Primera División und erzielte fünf Treffer. Zudem lief er in vier Partien der Liga Campeones auf (kein Tor). Im Juli 2014 wechselte er innerhalb Costa Ricas Primera División zu Belén Siglo XXI. Dort erzielte er bei insgesamt zwölf Ligaeinsätzen vier Ligatore. Seit Jahresbeginn 2015 setzt er seine Karriere bei Pérez Zeledón fort und wurde bislang (Stand: 2. März 2017) 35-mal (vier Tore) in der Liga eingesetzt.

## Erfolge
- Uruguayischer Meister: 1995, 1996, 1997 und 1999